# يشعور
اليشعور (الاسم العلمي: Polytrichum) هي جنس من النباتات يتبع فصيلة اليشعورية من الرتبة اليشعوريات.